# هنري مور جاكسون
هنري مور جاكسون هو ضابط شرطة غرينادي، ولد في 1849 في غرينادا، وتوفي في 29 أغسطس 1908.